# Copa Duward
La Copa Duward fou un trofeu que la marca de rellotges Duward atorgava al club menys golejat de la Lliga espanyola de futbol masculina.

## Historial
- 1952-1953 RCD Espanyol
- 1953-1954 RCD Espanyol
- 1954-1955 Reial Madrid
- 1955-1956 FC Barcelona
- 1956-1957 Reial Madrid
- 1957-1958 Reial Madrid
- 1958-1959 FC Barcelona
- 1959-1960 FC Barcelona
- 1960-1961 Reial Madrid
- 1961-1962 Reial Madrid
- 1962-1963 Reial Madrid